# LXDE
LXDE(Lightweight X11 Desktop Environment)는 유닉스와 POSIX 호환 플랫폼(리눅스나 BSD)에서 사용할 수 있는 자유 오픈소스 데스크톱 환경이다. LXDE 프로젝트의 목적은 빠르고 에너지 효율적인 데스크톱 환경을 제공하는 것이다.
저성능 컴퓨터, 노트북 및 저전력 초소형 컴퓨터에서도 원활하게 동작하도록 설계되었다. 2010년 당시 4대 인기 데스크톱 환경인 LXDE 0.5, GNOME 2.29, KDE 4.4, Xfce 4.6을 비교한 시험에서 LXDE가 가장 적은 메모리를 사용하고 에너지를 덜 소모한다는 결과가 나왔다.
LXDE는 루분투, 크노픽스와 같은 배포판에서 기본 데스크톱 환경이다.
LXDE는 C 프로그래밍 언어로 작성되고 GTK+ 툴킷을 사용하며 유닉스와 POSIX 호환 플랫폼에서 실행된다. LXDE는 롤링 릴리스 방식으로 개별 구성 요소를 갱신한다. LXDE의 창 관리자는 오픈박스이며 GPL과 LGPL 라이선스인 코드를 포함한다.

## 역사
LXDE 프로젝트는 2006년 대만 프로그래머인 Hong Jen Yee가 시작했다. 그는 새로운 파일 관리자이자 최초의 LXDE 모듈인 PCManFM을 공개하여서 PCMan으로도 불렸다.
많은 배포판에서 LXDE 버전을 만들기 시작했고 이는 비교적 새로운 데스크톱 환경인 LXDE의 인기를 더욱 높이는 데 기여했다.

## LXDE 구성 요소
- PCManFM: 파일 관리자
- LXPanal: 데스크톱 패널
- Leafpad: 텍스트 편집기
- LXMusic: xmms2 클라이언트, 오디오 재생기
- LXTerminal: 터미널 에뮬레이터
- Xarchiver: 압축 프로그램
- GPicView: 이미지 뷰어 프로그램
- LXSession: X 세션 관리자
- LXTask: 작업 관리자
- 오픈박스: 창 관리자
- LXDM: X 디스플레이 관리자

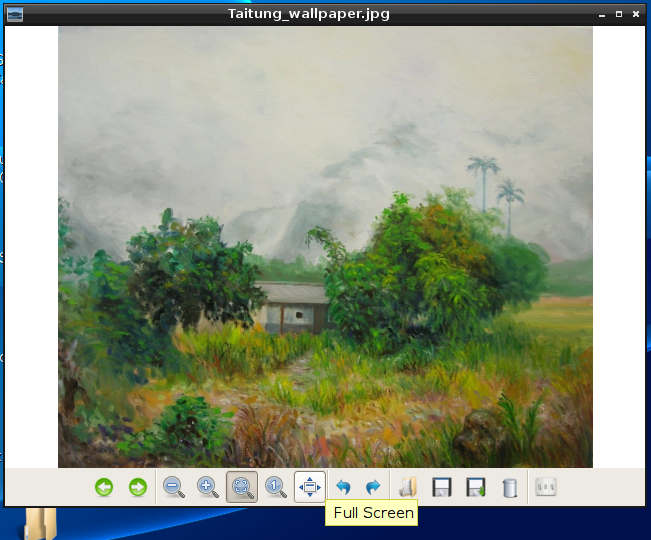
LXDE 이미지 뷰어
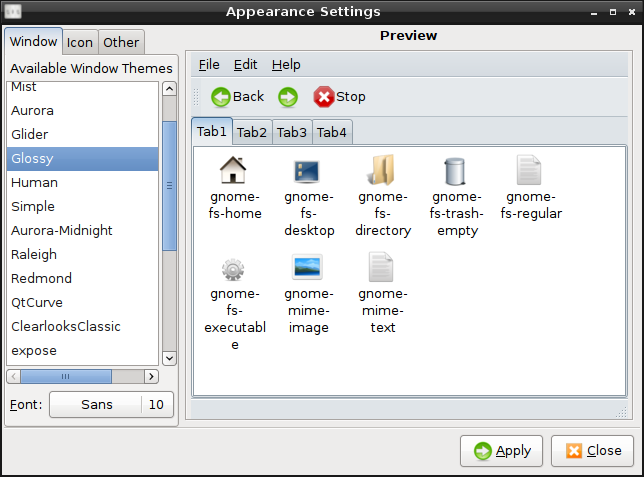
LXAppearance
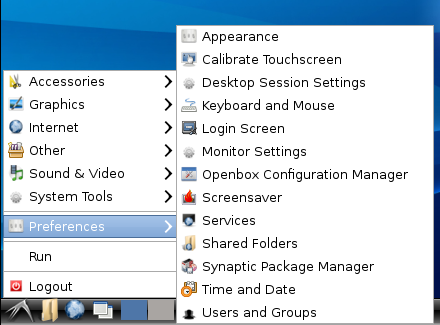
LXPanel
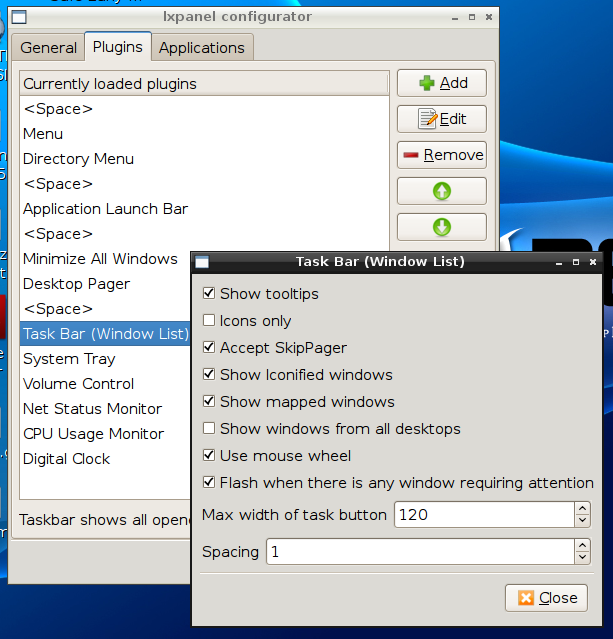
LXPanel 설정
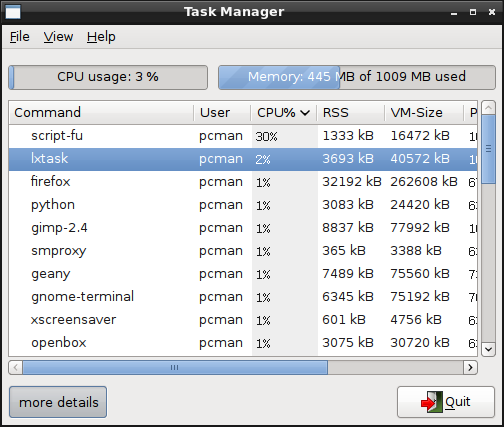
LXTask
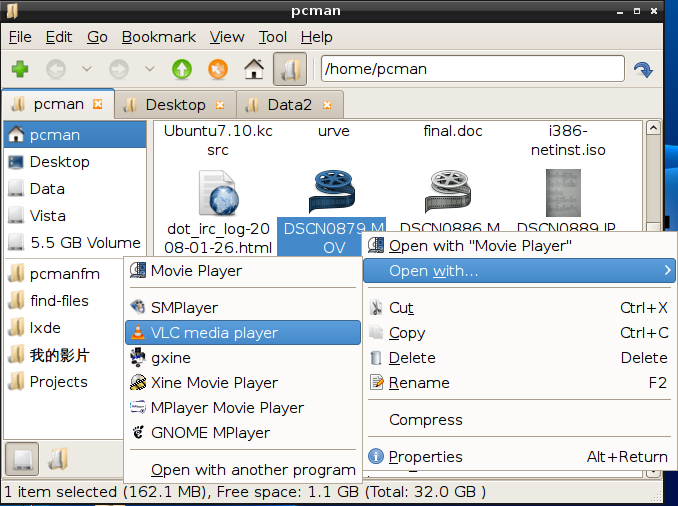
PCManFM
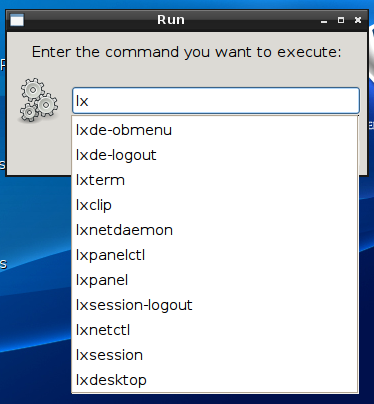
실행 대화상자

## 같이 보기
- LXQt
- Xfce